# Ходжакский тоннель

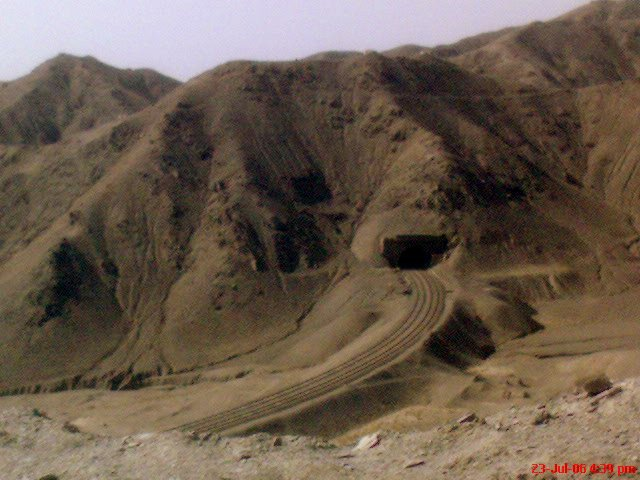

Тоннель Ходжак — двухколейный железнодорожный тоннель в Пакистане в белуджистанском округе Кила Абдуллах на границе с Афганистаном, один из самых длинных тоннелей в Центральной Азии и самый длинный тоннель в Пакистане длиной 3 912 метров, расположенный на высоте около 2 километров на дороге между Кветтой и Кандагаром.
Тоннель спроектирован английскими специалистами в середине XIX века в связи с подготовкой к войнам в Афганистане и со строительством военной Сиби-Кветта-Чаманской железной дороги, во время ажиотажа в администрации Британской Индии, вызванного мнимой или реальной угрозой, связанной с приближением границ Российской империи к Афганистану. Тоннель открыт в 1891 году после Второй англо-афганской войны, построен за три года и, как ни странно, до сих пор воспринимается в Пакистане как памятник борьбы англичан против угрозы российской экспансии и изображён на пакистанской банкноте 5 рупий. Особое значение тоннеля объясняется тем, что путь через перевалы Ходжак и Болан — это один из двух основных путей из Афганистана в Пакистан и является второй после Хайберского перевала дорогой из Центральной Азии в Индию.